# NGC 4611
NGC 4611 este o intermediate spiral galaxy⁠(d) situată în constelația Părul Berenicei. A fost descoperită în 17 mai 1881 de către Édouard Stephan⁠(d). Se află la o distanță de 95,94 de megaparseci de Pământ.